# Collada de la Tartera
La Collada de la Tartera és una collada del Massís del Canigó, a 1.984,7 metres d'altitud, en el límit dels termes comunals d'Estoer i de Vallmanya, tots dos de la comarca del Conflent,a la Catalunya del Nord. Està situada a la Serra de la Muntanya, al nord-oest de la comuna de Vallmanya i al sud de la d'Estoer, a la carena que separa els dos termes. És a prop al sud-oest del Ras de Prat Cabrera, al sud-est de la Serra del Roc de l'Escala. Hi passa el camí de gran recorregut GR 10.